# Rod Hundley

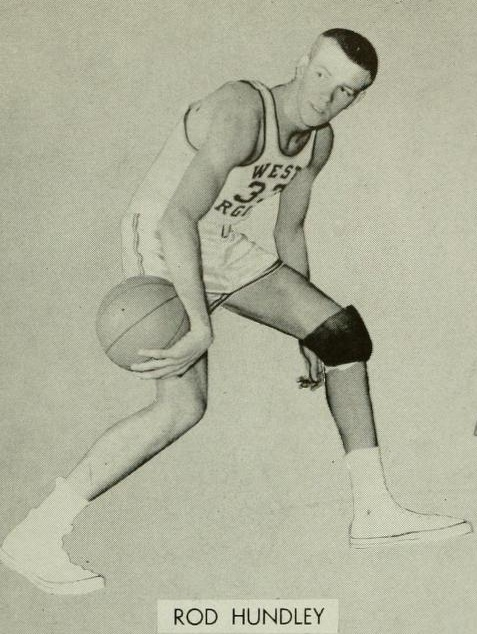
Hundley (1955)

Rodney Clark "Hot Rod" Hundley (ur. 26 października 1934 w Charleston, zm. 27 marca 2015 w Phoenix) – amerykański koszykarz, obrońca, uczestnik spotkań gwiazd NBA, wielokrotny finalista NBA, komentator koszykarski.

## Życiorys
Po opuszczeniu uczelni West Virginia, w 1957 roku, został wybrany w drafcie z numerem 1 przez drużynę Cincinnati Royals. Nie rozegrał w jej barwach żadnego spotkania, ponieważ prawa do niego zostały przekazane Minneapolis Lakers. Przez 6 lat spędzonych w Los Angeles docierał z Lakers trzykrotnie do finałów NBA. Podczas dwóch najlepszych statystycznie sezonów w swojej karierze (1959/60, 1960/61) był wybierany do udziału w meczu gwiazd.
Karierę sportową zakończył po zaledwie sześciu latach gry. Powodem takiej decyzji był zły stan kolan. W tym czasie rozegrał 431 spotkań sezonu zasadniczego, notując 3625 punktów, 1420 zbiórek i 1455 asyst.
W 1964 roku rozpoczął komentowanie spotkań klubu New Orleans Jazz, zarówno w radiu, jak i TV. Kontynuował swoją pracę także po przenosinach klubu do Salt Lake City w 1979 roku. W 2005 roku liga zmusiła klub do rozdzielenia funkcji komentatora radiowo-tv. Spotkania telewizyjne zaczął wtedy komentować Craig Bolerjack. Karierę komentatora zakończył w 2009 roku. 
W 2000 roku, po 43 latach od czasu opuszczenia uczelni, ze względu na grę w NBA, obronił dyplom. Wraz z Tomem McEachinem jest współautorem książki - Hot Rod Hundley: You Gotta Love It Baby, wydanej w 1998 roku. Bill Libby napisał o nim w książce pod tytułem: "Clown: No. 33 in Your Program, No. 1 in Your Heart" (1970). W 2006 roku wystąpił w filmie Church Ball. 
Przez lata udzielał się charytatywnie na terenie Salt Lake City oraz organizował kliniki koszykarskie na terenie całego kraju. Organizował też turniej golfowy – Hot Rod Hundley Celebrity Golf, zbierając dzięki niemu fundusze na szpital Salt Lake Shriners. Jego szeroka działalność ustała w ostatnich latach przed śmiercią z powody choroby Alzheimera. Zmarł 27 marca 2015 roku, w Phoenix.

## Osiągnięcia
NCAA
- Zawodnik roku Southern Conference (1957)[5]
- Zaliczony do[1]:
  - I składu All-American (1957)
  - II składu All-American1956)
  - NCAA Silver Anniversary All-America Team (1982)
  - WVU Sports Hall of Fame (1992)

NBA
- 3-krotny finalista NBA (1959, 1962, 1963)[2]
- Uczestnik meczu gwiazd:
  - NBA (1960, 1961)[1]
  - Legend NBA (1989, 1993)[6]

Inne
- Laureat nagrody – Curt Gowdy Media Award (2003)
- Wybrany do Utah Broadcast Hall of Fame (2004)